# Luma (geslacht)
Luma is een geslacht van vlinders van de familie van de grasmotten (Crambidae), uit de onderfamilie van de Spilomelinae. De wetenschappelijke naam van dit geslacht is voor het eerst voorgesteld door Francis Walker in een publicatie uit 1863.

## Soorten
- L. albifascialis Hampson, 1897
- L. anticalis Walker, 1863
- L. bimaculalis (Shibuya, 1928)
- L. flavimarginalis Hampson, 1907
- L. holoxantha Hampson, 1907
- L. longidentalis Hampson, 1903
- L. macropsalis Hampson, 1897
- L. obscuralis (Swinhoe, 1895)
- L. trimaculata Hampson, 1897
- L. unicolor (Moore, 1886)